# Friedrich Achleitner
Friedrich Achleitner (Schalchen, 23 de mayo de 1930-Viena, 27 de marzo de 2019) fue un poeta, arquitecto, crítico e historiador de arquitectura austríaco. Desde 1958 fue ensayista y escritor independiente. Se ocupó, fundamentalmente, de la poesía concreta y de la moderna poesía en dialecto vienés.

## Biografía
Desde 1955 hasta 1964 fue miembro del Wiener Gruppe, donde trabajó con Hans Carl Artmann, Konrad Bayer, Gerhard Rühm y Oswald Wiener. Fue también coordinador de historia de la arquitectura en la Academia de Bellas Artes de Viena entre 1983 y 1998.

## Obras
- prosa, konstellationen, montagen, dialektgedichte, studien (1970)
- quadratroman (1973)
- Österreichische Architektur im 20. Jahrhundert (1980-1985)
- Nieder mit Fischer von Erlach (1986)
- KAAAS. Dialektgedichte (1991)
- Die Plotteggs kommen. Ein Bericht (1995)
- einschlafgeschichten (2003)
- wiener linien (2004)
- und oder oder und (2006)

## Premios
- 1984: Premio Nacional de Periodismo Cultural
- 2007: Premio de Literatura de la Ciudad de Viena
- 2008: Premio de arquitectura Erich Schelling